# Gariã (distrito)
Gariã (em árabe: شعبية غريان; romaniz.: shabiyah Gharyan) foi um dos distritos da Líbia. Estava localizado na porção noroeste do país e tinha capital em Gariã. Foi criado em 1983 e em 1987, segundo o censo, tinha população de 117 073 pessoas. Em 1995, foi abolido e seu território transformou-se na municipalidade de Jabal Algarbi. Foi recriado em 1998 e em 2001 parte de seu território foi cedido ao distrito de Mizda. Segundo censo do ano, sua população era de 127 401 pessoas. Após as últimas reformas, no entanto, foi novamente abolido e agora faz parte do distrito de Jabal Algarbi.